# Arsène Boulay
Pour les articles homonymes, voir Boulay.
 (août 2025).
Si vous disposez d'ouvrages ou d'articles de référence ou si vous connaissez des sites web de qualité traitant du thème abordé ici, merci de compléter l'article en donnant les références utiles à sa vérifiabilité et en les liant à la section « Notes et références ».
Arsène Boulay, né le 5 septembre 1910 au Crest et mort le 12 août 2001 à Romagnat , est un homme politique français.

## Détail des fonctions et des mandats
- 27 avril 1963 - 2 avril 1967 : Député de la 1re circonscription du Puy-de-Dôme
- 12 mars 1967 - 30 mai 1968 : Député de la 1re circonscription du Puy-de-Dôme
- 30 juin 1968 - 1er avril 1973 : Député de la 1re circonscription du Puy-de-Dôme
- 11 mars 1973 - 2 avril 1978 : Député de la 1re circonscription du Puy-de-Dôme
- 1945 - 1985 : maire de Romagnat
- 18/03/1964 - 1988 : membre du Conseil général du Puy-de-Dôme
- 1970 - 1973 : Président du Conseil général du Puy-de-Dôme
- 1976 - 1988 : Président du Conseil général du Puy-de-Dôme